# سینداریوس تورنول
سینداریوس تورنول (انگلیسی: Sindarius Thornwell؛ زادهٔ ۱۵ نوامبر ۱۹۹۴) بازیکن بسکتبال اهل ایالات متحده آمریکا است.
از باشگاه‌هایی که در آن بازی کرده‌است می‌توان به لس آنجلس کلیپرز اشاره کرد.